# Escherichia coli
Escherichia coli (E. coli) is een van de meest voorkomende bacteriën in de dikke darm van de mens en van warmbloedige dieren, zoals zoogdieren. E. coli is een facultatief anaerobe, gramnegatieve, staafvormige enterobacterie, die nodig is voor het verteren van voedsel. Het is een bacterie die vaak wordt gebruikt als model voor bacteriën in het algemeen. De bacterie is genoemd naar de Duitse microbioloog Theodor Escherich.
Gemiddeld komen zo'n tien miljard van deze bacteriën per dag via de ontlasting van de mens naar buiten. Als E. coli in water wordt aangetroffen is dat een indicatie dat het water met uitwerpselen is vervuild.

## De functie vanE. coli
Behalve vertering heeft de symbiose van warmbloedige dieren met E. coli nog een andere functie: het produceren van vitamine K. Deze stof is nodig om in de lever trombinogeen te maken en zodoende de bloedstolling te laten functioneren. Ook speelt deze vitamine een rol in de calciumhuishouding. Een overdosis van deze stof is vrijwel onmogelijk, daarom kan E. coli ook in zo groten getale voorkomen, maar een gebrek is wel degelijk mogelijk. Na langdurig gebruik van antibiotica (bacteriedodende middelen) kan de populatie van deze bacterie flink uitgedund zijn, waardoor een gebrek aan vitamine K optreedt, wat vervolgens leidt tot ontwrichting van de bloedstolling. Bloedneuzen en zelfs darmbloedingen kunnen het gevolg zijn.

## E. colials veroorzaker van ziekten
Escherichia coli is van nature aanwezig als commensaal in menselijke darmen. Als deze bacteriën op de verkeerde plaats in het lichaam komen, kunnen ze echter gevaren opleveren:
- Bij een perforatie van de darm raakt de anders steriele buikholte besmet met darmbacteriën, waaronder E. coli. De dan ontstane buikvliesontsteking (peritonitis) is een ernstige en potentieel levensbedreigende ziekte. Vaak zal gekozen worden voor een spoedoperatie, waarbij de buik gespoeld wordt en zal de patiënt behandeld worden met antibiotica.
- Als de urinebuis besmet raakt met darmbacteriën, kan dit een blaasontsteking veroorzaken. E. coli is de meest voorkomende oorzaak van blaasontsteking.

Een andere mogelijkheid voor gevaar is wanneer gevaarlijke mutanten van deze bacterie het lichaam binnendringen.
- Mutatie is een natuurlijk verschijnsel waardoor het DNA van cellen en dus ook bacteriën zo nu en dan gewijzigd wordt. Zo'n wijziging zal meestal weinig verschil maken of een niet levensvatbare variant opleveren, maar soms heeft de wijziging tot gevolg dat er een nieuwe variant van E. coli opduikt die werkelijk anders is, maar toch goed is aangepast aan zijn omgeving. Soms kunnen deze wijzigingen een nieuwe variant gevaarlijk voor de gastheer maken, met name als deze gastheer een zwak immuunsysteem heeft.
- Soms kan de bacterie ook een botontsteking veroorzaken. Een kuur van intraveneus toegediende antibiotica is dan noodzakelijk.

Een voorbeeld is Escherichia coli O157:H7, een vrij courante veroorzaker van een bacteriële voedselvergiftiging, onder andere via niet goed doorbakken vlees. Jaarlijks zijn er volgens schattingen in de Verenigde Staten gemiddeld zo'n 73.000 gevallen, waarvan 61 dodelijk. Verder ontwikkelt 2 tot 7 procent van de patiënten ernstige bijkomende symptomen zoals nierfalen, bloedarmoede en het hemolytisch-uremisch syndroom (HUS) - ook wel 'hamburger disease' genoemd.
Ook zijn er pathogene serotypevariaties van E. coli zoals ExPEC, EHEC, ETEC, EIEC, EAEC en EPEC. De letters in de afkortingen betekenen:
- ExPEC staat voor Extra-intestinale pathogene E. coli
- EHEC staat voor entero-hemorragische E. coli,
- T staat voor toxigeen,
- I staat voor invasief,
- A staat voor adherend,
- P staat voor pathogeen.

Extra-intestinale pathogene E. coli (ExPEC) is een van de belangrijkste bacteriën die bacteriëmie (het verschijnsel van bacteriën in de bloedbaan) en sepsis veroorzaken.

## E. colials modelorganisme

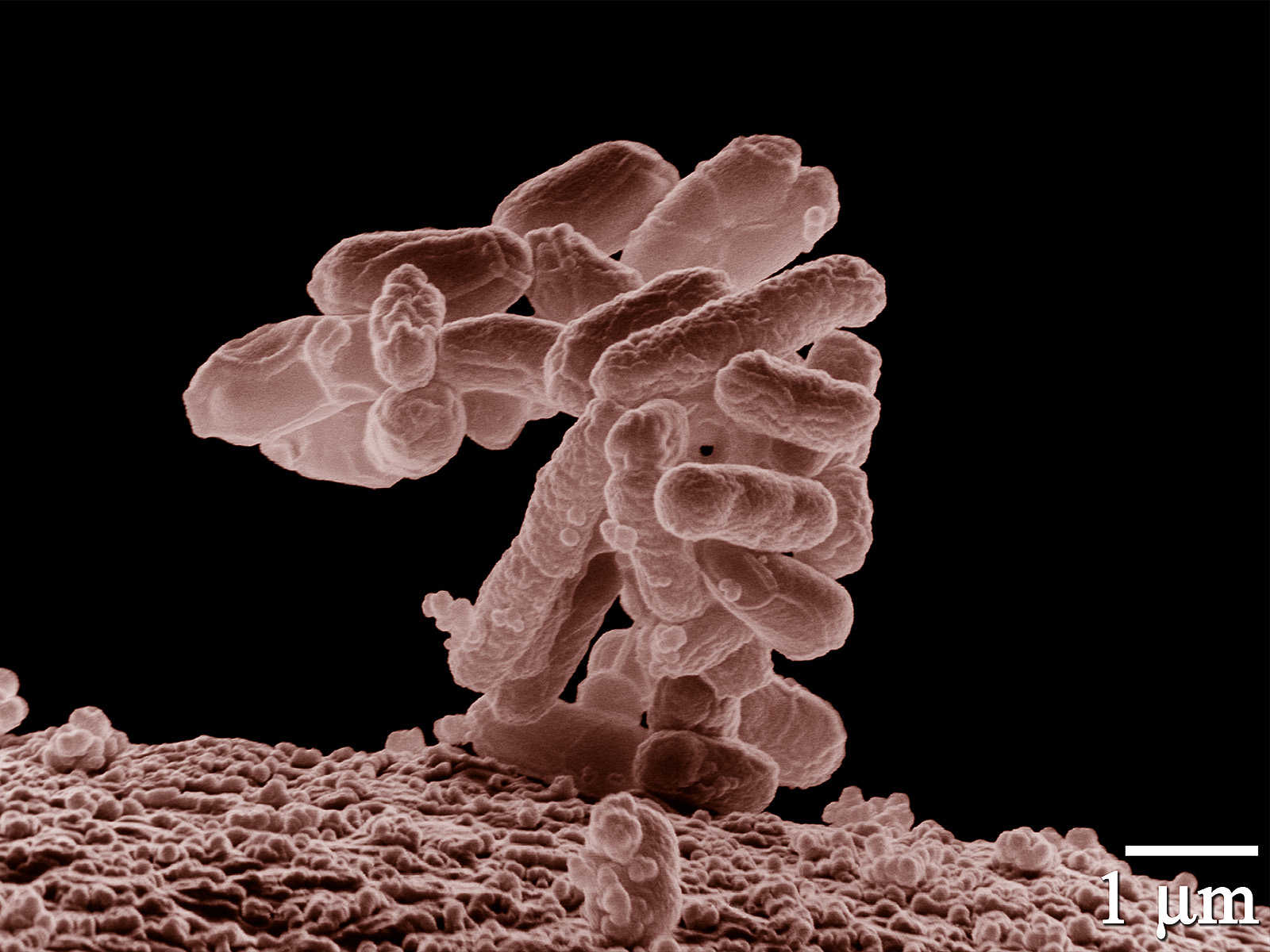
E. coli, 10.000x vergroot

E. coli wordt al heel lang gebruikt voor allerlei onderzoek (de variant die tegenwoordig het meest in laboratoriumonderzoek wordt gebruikt, werd al in 1927 geïsoleerd). Daar zijn verschillende redenen voor:
- de bacterie heeft een relatief klein en eenvoudig genoom, dat inmiddels volledig in kaart gebracht is;
- E. coli is over het algemeen niet gevaarlijk;
- er zijn veel technieken ontwikkeld om DNA in een E. coli-cel te krijgen;
- de bacterie kan snel gekweekt worden, aangezien deling onder goede omstandigheden ongeveer iedere 20 minuten optreedt (vanuit een enkele bacterie zijn er dus ongeveer 70 miljard binnen een halve dag te maken).

De Universiteit van Chicago heeft een computersimulatie van E. coli gemaakt om tot een groter begrip te komen van het verband tussen de interne biochemie en het gedrag van het organisme. Deze simulatie heeft de naam AgentCell.
Een nadeel van E. coli voor de productie van transgene eiwitten kan zijn dat ze niet zo gevouwen zijn als in een eukaryoot, en daardoor niet actief zijn. Met name eiwitten die geglycosyleerd zijn (dat wil zeggen dat er suikergroepen aan vast zitten) kunnen door de veranderde hydrofiliteit een andere structuur aannemen. Om zulke suikergroepen te krijgen kan een eukaryoot, meestal een gistcel als Saccharomyces cerevisiae of Pichia pastoris, gebruikt worden.

## Rol in de biotechnologie
Wegens de lange geschiedenis in de laboratoriumcultuur en het gemak om de bacterie te manipuleren, speelt E.coli een belangrijke rol in de hedendaagse biotechnologie. Het werk van Stanley Norman Cohen en Herbert Boyer met E. coli, waarbij ze gebruikmaken van plasmiden en restrictie enzymen om zo recombinant DNA te creëren, diende als basis voor de biotechnologie.
E.coli is een zeer veelzijdig organisme en is een goede gastheer voor de productie van verschillende proteïnen. Onderzoekers kunnen genen van andere micro-organismen binnenin de bacterie brengen met behulp van plasmides, om zo massale hoeveelheden proteïnen te genereren in fermentatieprocessen. Een van de eerste bruikbare toepassingen van de recombinant DNA technologie was het manipuleren van E.coli om het menselijke insulinehormoon te produceren.
Genetisch gewijzigde E.coli worden verder ook gebruikt in de ontwikkeling van vaccins, in de bioremediatie en in de productie van geïmmobiliseerde enzymen. E. coli kan daarentegen niet gebruikt worden om sommige grotere en meer complexe proteïnen te produceren, zoals proteïnen die vele zwavelbruggen bevatten.
Met behulp van de klassieke microbiologie wordt deze bacterie ook als indicator in de voedingsindustrie gebruikt. Een hoge concentratie E. coli in een product duidt namelijk op een grote kans dat het product ook andere pathogenen bevat.